# Карл Джераси
Карл Джераси (на английски: Carl Djerassi) е американски химик и драматург, известен предимно със своя принос за разработването на първото противозачатъчно хапче. Участва през 1951 г., заедно с мексиканците Луис Е. Мирамонтес (Luis E. Miramontes) и Хорхе Розенкранц (Jorge/George Rosenkranz, евреин от Будапеща), в откриването на progestin norethindrone, който – за разлика от progesterone, действа дори при приемане през устата и е много по-силен от естествено съществуващия хормон. Отбелязва, че не е имал предвид контрол върху раждаемостта, когато започнал да работи с прогестерон – „дори в най-безумните ни мечти… не сме си (го) представяли“, макар да го наричат „бащата на хапчето“.
Автор е на романа „Дилемата на Кантор“, в който разглежда морала на съвременните научни изследвания чрез главния си герой д-р Кантор.

## Биография
Роден е на 29 октомври 1923 година във Виена, Австрия. Баща му е сефарадски евреин от България на име Самуел Джераси (1892 – 1988 г.), ветеран от Балканската война, Междусъюзническата война, ПСВ и ВСВ, а майка му Алис Фрийдман е ешкеназка еврейка от Австрия. Те се срещат в Медицинското училище на Виенския университет, женят се и се преселват в София. По тогавашните закони тя губи австрийското си гражданство и получава българско, но така и не научава български език. По онова време Виена е културна столица на Европа, затова майката се отнася с известна доза надменност към българската страна, която години по-късно я спасява от нацистите. Майката се връща във Виена за 2 месеца, за да роди единственото си дете. Детските си години Карл Джераси прекарва в България с родителите си, до момента, в който те се развеждат.
Когато става на 5 години, заминава с майка си за Виена. Там до 14-годишна възраст учи в гимназията, в която е учил и Фройд, като прекарва летните ваканции в България при баща си. След развода майката получава обратно австрийското си гражданство, докато на малкия Карл такова е отказано и той остава с българското си гражданство, предадено по бащина линия. След аншлуса на Австрия на 12 март 1938 г. майката решава да поиска американска виза, но квотите за австрийски граждани са изчерпани, защото много хора искат да напуснат страната, а евентуалното получаване на виза за семейството би отнело повече от година и половина. Гражданство на децата се давало по линия на бащата, а кандидатстването за виза било дълъг, скъп и трудоемък бюрократичен процес, като за виза се кандидатствало по месторождение. Налага се бащата бързо да се ожени отново за майка му около месец юли, за да може тя да получи отново българско гражданство и да замине за България през 1938 година, за да се измъкне от нацисткия режим. Семейството се разминава на косъм от погрома в Кристалната нощ, случил се няколко месеца по-късно.
Карл живее година при баща си и учи в Американския колеж в София, а майка му заминава за Англия, за да си уреди имигрантска виза за САЩ. През 1939 година 16-годишният Джераси и майка му пристигат в Съединените щати, разполагайки само с 20 долара. Той описва майка си като изключително обсебваща личност, която така и не обиква САЩ. След заминаването си Карл Джераси поддържа връзка с баща си основно чрез писма. Около 1949 г. бащата се премества да живее в САЩ, но двамата се срещат за кратко, защото Карл се премества да работи в Мексико сити.
Завършва частния Кениън колидж в Гамбиер, Охайо, като получава бакалавърска степен по органична химия (1942). Жени се (1943) за първи път, преди да започне следването си в Университета на Уисконсин в Медисън, Уисконсин, където през 1945 г. получава степен доктор. Същата година става гражданин на САЩ. 5 години (от 1944) работи за компанията Ciba. През 1949 г. постъпва в Синтекс (Syntex), Мексико, като помощник-директор по изследванията при тогавашния технически директор Хорхе Розенкранц. От 1952 до 1959 г. преподава химия в Щатския университет „Уейн“ в Детройт, Мичиган, като взема отпуск, за да работи пак за Синтекс (1957 – 1960).
От 1959 г. е професор в Университета „Станфорд“, Калифорния и президент на „Лаборатории Синтекс“ в град Мексико, после и в Пало Алто, Калифорния. Закупуването на акции от Синтекс го прави богат – купува голям парцел земя в Удсайд, Калифорния, създава ранчо за добитък и събира голяма колекция от художествени творби.
От втората си жена Норма Лъндхолм има син Дейл (кинодокументалист) и дъщеря Памела (художник). След нейното самоубийство (1978) той основава в нейна памет програма за подпомагане на млади творци. Третата му жена е Даян Мидълбрук, биограф и заслужил професор в Станфорд, с която живеят в Сан Франциско и Лондон (починала през 2007 г.).

## Научна работа
Работата му за Синтекс е свързана със синтезирането на химическата субстанция progestin norethindrone, която да се използва за терапия на менструални смущения или рак. В крайна сметка тя се превръща в хапче за контрацепция, приемано през устата, и му носи световна известност. Към 1960 г. американската Агенция за контрол на храните и лекарствата одобрява пускането на хапчето за контрацепция в продажба, като медикаментът става толкова популярен на Запад, че го наричат просто „Хапчето“ (на английски: the Pill). То променя глобалния облик на секса, въпроизводството и политиката.
Джераси предчувства общественото му значение. Вижда огромното му влияние върху обществените взаимоотношения на мъжете и жените, повлияни до голяма степен от социобиологията на половото размножаване. Предугажда много по-голямо обществено значение за мъжете, отколкото за жените, говорейки за „феминизиране на мъжете“ и загатвайки за „социалфеминизирането“ на законите и обществените ценности за жените в обществото като цяло.

## Колекционер и меценат
Джераси е водещ колекционер на творби от германо-щвейцарския художник Паул Клее (1879 – 1940). Негови произведения често се излагат в Музея за съвременно изкуство в Сан Франциско, на който Джераси завещава колекцията си от Клее. Престава да колекционира, когато основава Програма Джераси за местни художници (на английски: Djerassi Resident Artists Program, DRAP), вярвайки, че е по-добре да подпомага художниците, докато са живи, вместо търговците, които са единствените облагодетелствани от огромното надценяване на творбите на починалите художници.

## Обществена и писателска дейност
Към края на 1960-те години Джераси става политически активен – открито се обявява срещу войната във Виетнам и се включва в предизборна кампания на демократите, което го поставя сред враговете на президента Никсън.
След като участва в разгорещени дебати, свързани с Хапчето и преподава етика в Станфордския университет, Джераси се посвещава на писателска дейност, за да достигне до по-широката публика. Той вече е написал автобиографията си, наречена
„The Pill, Pygmy Chimps, and Degas' Horse“, но сега започва да пише разкази и пиеси, свързани с горещите теми за демографския контрол, научния метод и културата на учените, която той нарича „племенна“. От 1997 г. се посвещава на драматургията – пише пиеси, първоначално посветени на науката.

## Признание и награди
Удостоен е с Национален медал за наука, връчен му от президента Никсън, макар да е бил в т.нар. Списък на враговете на Никсън.
През 1978 година е включен в Националната палата на изобретателската слава. Награден е с Национален медал за технологии (1991) за „неговия значителен принос за разрешаване на екологични проблеми; за неговите инициативи за развитие на романа; за практически подходи за продукти за контрол на насекоми, които са биологически разградими и безвредни“.
Проф. Джераси е член на Попечителския съвет на „Бюлетина на атомните учени“ и председател на Съвета на научните консултанти на Pharmanex.
На Карл Джераси е наречена улица в квартал „Национален киноцентър“ в София (Карта).

## Трудове

### Монографии
- Optical Rotatory Dispersion, McGraw-Hill & Company, 1960.
- Interpretation of mass spectra of organic compounds (в съавторство с Хърбърт Будзикевич и Дъдли Уилямс, Holden-Day, 1964
- The Politics of Contraception, New York & London: W. W. Norton, 1979. ISBN 0-393-01264-6

### Научно-популярна литература
- Steroids Made it Possible, Washington, DC: American Chemical Society, 1990. ISBN 0-8412-1773-4 (автобиография)
- The Pill, Pygmy Chimps, and Degas' Horse, Basic Books, 1992. ISBN 0-465-05758-6 (автобиография)
- From the Lab into The World: A Pill for People, Pets, and Bugs, American Chemical Society, 1994. ISBN 0-8412-2808-6
- Paul Klee: Masterpieces of the Djerassi Collection, (съавтор), Prestel Publishing, 2002. ISBN 3-7913-2779-8
- Dalla pillola alla penna, Di Renzo Editore, 2004. ISBN 88-8323-086-8
- This Man’s Pill: Reflections on the 50th Birthday of the Pill, Oxford University Press, USA, 2004. ISBN 0-19-860695-8 (автобиография)
- In Retrospect: From the Pill to the Pen, Imperial College Press, USA, 2014. ISBN 978-1-78326-532-9 (автобиография)

### Художествена литература

#### Поезия
- The Clock Runs Backwards, Brownsville, OR: Story Line Press, 1991. ISBN 0-934257-75-2
- A Diary of Pique/ Tagebuch des Grolls, Haymon Verlag, Innsbruck, 2012. ISBN 978-3-85218-719-8

#### Фантастика
- Cantor’s Dilemma, Penguin, 1989. ISBN 0-14-014359-9
- The Futurist and Other Stories, London & Sydney: Macdonald, 1989. ISBN 0-356-17500-6
- The Bourbaki Gambit, Penguin, 1994. ISBN 0-14-025485-4
- Marx, Deceased. A Novel, Athens & London: U of Georgia P, 1996. ISBN 0-8203-1835-3
- Menachem’s Seed, Penguin, 1996. ISBN 0-14-027794-3
- Menachem’s Seed. A Novel, Athens & London: U Georgia P, 1997. ISBN 0-8203-1925-2
- NO. A Novel, Athens & London: The U of Georgia P, 1998. ISBN 0-8203-2032-3
- NO, Penguin, 1998. ISBN 0-14-029654-9
- How I Beat Coca-Cola and Other Tales of One-Upmanship, Madison: Terrace Books/U Wisconsin P, 2013. ISBN 978-0-299-29504-2

#### Драматургия
- An Immaculate Misconception: Sex in an Age of Mechanical Reproduction, London: Imperial College Press, 2000. ISBN 1-86094-248-2 (адаптация на романа Menachem’s Seed)
- Oxygen[7][8](в съавторство с Роалд Хофман), Weinheim et al.: WILEY-VCH, 2001. ISBN 3-527-30413-4
- Newton’s Darkness: Two Dramatic Views, (в съавторство с Давид Пинер), London: Imperial College Press, 2004. ISBN 1-86094-390-X
- L.A. Theatre Works, Audio Theatre Collection CD, 2004. ISBN 1-58081-286-4
- Sex in an Age of Technological Reproduction: ICSI and TABOOS, Madison: U Wisconsin P, 2008. ISBN 978-0-299-22790-6
- Foreplay: Hannah Arendt, the Two Adornos, and Walter Benjamin, Madison: U Wisconsin P, 2011. ISBN 978-0-299-28334-6
- Chemistry in Theatre: Insufficiency, Phallacy or Both, Imperial College Press, 2012. ISBN 978-1-84816-937-1
- Four Jews on Parnassus, Columbia University Press, 2013. ISBN 978-0-231-51830-7